# Joachim Paulick

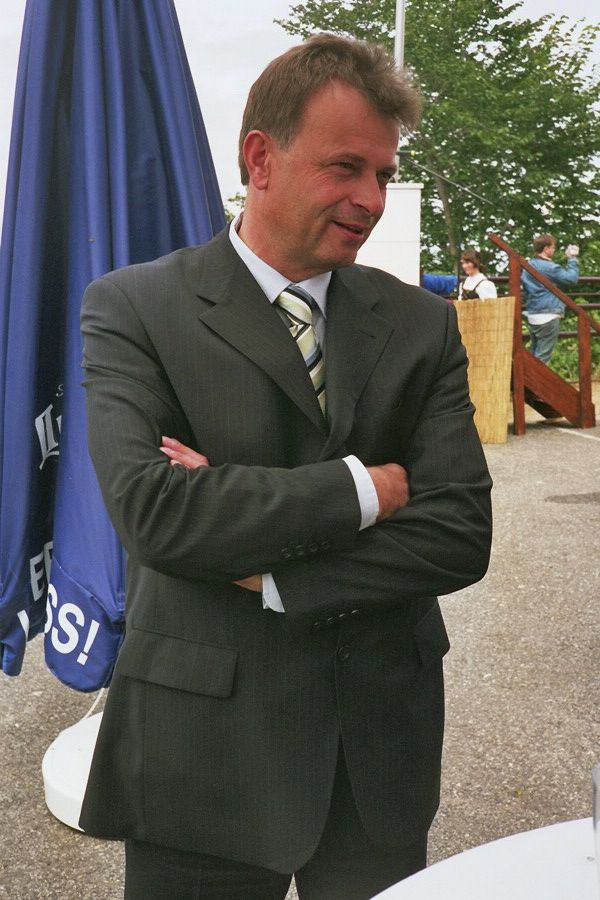
Joachim Paulick (2005)

Joachim Paulick (* 24. März 1958 in Görlitz) ist ein parteiloser deutscher Kommunalpolitiker. Er war von 2005 bis 2012 Oberbürgermeister von Görlitz.

## Leben
Nach dem Besuch der Allgemeinbildenden Polytechnischen Oberschule in Ludwigsdorf und Zodel, schloss sich von 1974 bis 1977 eine Berufsausbildung zum Instandhaltungsmechaniker mit Abitur in Bitterfeld an. Der Ausbildung zum Meister für Bergbautechnologie folgten berufsbegleitende Lehrgänge zum Betriebswirt (VWA) an der Sächsischen Verwaltungs- und Wirtschaftsakademie und zum Immobilienwirt (VWA).
Ab 1979 arbeitete er als Bergmann, bis er 1992 Steiger wurde. Von 1990 bis 1998 war er Betriebsratsvorsitzender im Tagebau Berzdorf sowie von 1990 bis 1994 Mitglied im Aufsichtsrat der Lausitzer Braunkohle AG (LAUBAG) und danach bis 2004 im Aufsichtsrat der Lausitzer und Mitteldeutschen Bergbau Verwaltungsgesellschaft mbH (LMBV).
Von 1998 bis 2002 arbeitete er, neben seiner politischen Laufbahn, als Fachingenieur und war ab 2002 als Standortentwickler am Industriepark Schwarze Pumpe tätig.
Paulick war von 1994 bis 2005 ehrenamtlicher Richter am Sächsischen Landesarbeitsgericht, zwischen 1996 und 2002 Vorsitzender des Gesamtbetriebsrats der LMBV mbH sowie in den Jahren 1999 bis 2005 Stadtrat der kreisfreien Stadt Görlitz. Er ist Mitglied im Verein für Arbeitsmarkt- und Regionalentwicklung e. V. (AuR e. V.), im Verein Bergbaulicher Zeitzeugen Berzdorf-Oberlausitz e. V., im Förderverein Stadthalle Görlitz e. V. und der Industriegewerkschaft Bergbau, Chemie, Energie (IG BCE).
Paulick ist Vater von drei Töchtern und alleinstehend. Er ist evangelischer Konfession.
Paulick ist heute als Hausverwalter und Makler in Görlitz tätig.

## Politischer Werdegang
1980 wurde er Mitglied der damaligen Blockpartei LDPD. 1990, im Jahr der Deutschen Wiedervereinigung, trat er aus der Partei aus und wurde von 1994 bis 2008 Mitglied der Christlich-Demokratischen Arbeitnehmerschaft (CDA) sowie der Christlich Demokratischen Union Deutschlands (CDU). 1998 wurde er Mitglied des sächsischen Landesvorstands der CDA. Von 1999 war Paulick für die CDU im Stadtrat von Görlitz tätig und trat am 1. Juli 2005 das Amt des Oberbürgermeisters seiner Heimatstadt an. Bis dahin war er Mitglied im CDU-Kreisvorstand Görlitz und stellvertretender Kreisvorsitzender. Im Juni 2008 wurde er in den Kreistag des neuen Landkreises Görlitz gewählt. Am 16. Juli 2008 trat er aus der CDU aus. Im Februar 2009 gründete er die Wählervereinigung Zur Sache!.
Für die Wahl zum Görlitzer Oberbürgermeister am 22. April 2012 kandidierte Paulick als amtierender Oberbürgermeister gegen den überparteilichen Kandidaten Siegfried Deinege, der von einem Bündnis aus Bündnis 90/Die Grünen, Bürger für Görlitz, CDU und FDP unterstützt wurde. Auf Paulick entfielen 30,8 % der gültigen Stimmen, während sein Herausforderer Deinege von 69,8 % der Wähler zum Oberbürgermeister gewählt wurde.